# Zollgebiet der Union
Das Zollgebiet der Union ist der Teil des völkerrechtlichen Gebietes der Europäischen Union und einiger weiterer Gebiete, in denen das Zollrecht der Europäischen Union gilt.
Dieses Gebiet ist in Artikel 4 Zollkodex der Union abschließend definiert.

## Artikel 4 UZK
1. Zum Zollgebiet der Union gehören:
  - das Gebiet des Königreichs Belgien;
  - das Gebiet der Republik Bulgarien;
  - das Gebiet der Tschechischen Republik;
  - das Gebiet des Königreichs Dänemark, mit Ausnahme der Färöer und Grönlands (also faktisch nur das Land Dänemark);
  - das Gebiet der Bundesrepublik Deutschland, mit Ausnahme der Insel Helgoland und des Gebiets von Büsingen am Hochrhein (Vertrag vom 23. November 1964 zwischen der Bundesrepublik Deutschland und der Schweizerischen Eidgenossenschaft);
  - das Gebiet der Republik Estland;
  - das Gebiet Irlands;
  - das Gebiet der Hellenischen Republik;
  - das Gebiet des Königreichs Spanien, mit Ausnahme von Ceuta und Melilla;
  - das Gebiet der Französischen Republik, mit Ausnahme von Neukaledonien, Saint-Pierre und Miquelon, Wallis und Futuna, Französisch-Polynesien und den Französischen Süd- und Antarktisgebieten
  - das Gebiet der Italienischen Republik, mit Ausnahme der Gemeinde Livigno. Die Gemeinden Campione d’Italia und des zum italienischen Gebiet gehörenden Teils des Luganersees waren bis zum 31. Dezember 2019 vom Zollgebiet ausgenommen.[1][2];
  - das Gebiet der Republik Zypern (nach Maßgabe der Beitrittsakte von 2003) sowie, auch nach dem Brexit,[3] das Gebiet der Hoheitszonen Akrotiri und Dekelia des Vereinigten Königreichs im Sinne des am 16. August 1960 in Nikosia unterzeichneten Vertrags zur Gründung der Republik Zypern (United Kingdom Treaty Series No 4 (1961) Cmnd. 1252);
  - das Gebiet der Republik Lettland;
  - das Gebiet der Republik Litauen;
  - das Gebiet des Großherzogtums Luxemburg;
  - das Gebiet der Republik Ungarn;
  - das Gebiet der Republik Malta;
  - das Gebiet des Königreichs der Niederlande in Europa (also faktisch nur die Niederlande ohne die BES-Inseln);
  - das Gebiet der Republik Österreich;
  - das Gebiet der Republik Polen;
  - das Gebiet der Portugiesischen Republik;
  - das Gebiet Rumäniens;
  - das Gebiet der Republik Slowenien;
  - das Gebiet der Slowakischen Republik;
  - das Gebiet der Republik Finnland;
  - das Gebiet des Königreichs Schweden;
  - das Gebiet Nordirlands. Mit Ablauf des Brexit-Übergangszeitraums am 31. Dezember 2020 sind Großbritannien, die Kanalinseln und die Insel Man aus dem Zollgebiet ausgeschieden. Gibraltar ist ebenfalls kein Zollgebiet der Union.
  - das Gebiet der Republik Kroatien.
2. Mit Rücksicht auf das diesbezügliche Abkommen gilt trotz seiner Lage außerhalb des Gebiets der Französischen Republik als zum Zollgebiet der Europäischen Union gehörend auch das Gebiet des Fürstentums Monaco, so wie es im Zollabkommen festgelegt ist, das in Paris am 18. Mai 1963 unterzeichnet wurde.[4]
3. Zum Zollgebiet der Europäischen Union gehören die Küstenmeere, die innerhalb der Küstenlinie gelegenen Meeresgewässer und der Luftraum der Mitgliedstaaten und der in Absatz 2 genannten Gebiete, mit Ausnahme der Küstenmeere, der innerhalb der Küstenlinie gelegenen Meeresgewässer und des Luftraums, die zu Gebieten gehören, die nicht Teil des Zollgebiets der Europäischen Union gemäß Absatz 1 sind.

## Zollunion mit der EU
Das Fürstentum Andorra, die Republik San Marino und die Republik Türkei gehören nicht zum Zollgebiet und auch nicht zur EU. Es besteht jedoch zwischen der EU und jedem dieser Länder eine Zollunion.

## Anmerkung
Der Staat Vatikanstadt, der den Euro offiziell verwendet und eigene Euromünzen ausgibt, ist nicht Teil des EU-Zollgebietes.